# کیتینیانو
کیتینیانو (به ایتالیایی: چیتینیانو) یک کومونه در ایتالیا است که در استان آرتزو واقع شده‌است.

## خصوصیات
کیتینیانو ۱۴٫۷ کیلومترمربع مساحت و ۹۹۶ نفر جمعیت دارد و ۵۸۲ متر بالاتر از سطح دریا واقع شده‌است.

## خواهرخوانده
شهر La Calmette خواهرخواندهٔ کیتینیانو هست.